# 川路村 (長野県)
川路村（かわじむら）は、長野県下伊那郡にあった村。現在の飯田市大字川路にあたる。本項では発足時の名称である下川路村（しもかわじむら）についても述べる。

## 地理
- 河川：天竜川

## 歴史
- 1889年（明治22年）4月1日 - 町村制の施行により、下川路村が単独で自治体を形成。
- 1927年（昭和2年）4月1日 - 下川路村が改称して川路村となる。
- 1961年（昭和36年）3月31日 - 飯田市に編入。同日川路村廃止。

## 名所・旧跡
- 天竜峡 - 国の名勝、日本二十五勝

## 交通

### 鉄道路線
- 日本国有鉄道
  - 飯田線
    - 天竜峡駅 - 川路駅

### 道路
- 国道151号

## 出身者
- 篠田義一 - 陶芸家